# Gordon Douglas
Gordon Douglas Brickner (Nova Iorque, Nova Iorque, 15 de dezembro de 1907 – Los Angeles, Califórnia, 29 de setembro de 1993) foi um prolífico cineasta estadunidense.

## Carreira
Douglas já aparecia em filmes desde 1912, mas foi em 1930 que se firmou na indústria cinematográfica, ao ser contratado por Hal Roach. Para os estúdios de Roach, ele escreveu piadas, interpretou pequenos papéis em diversas produções e foi assistente de diretor em vários curtas-metragens d' O Gordo e o Magro e outros comediantes. Foi promovido a diretor em 1935, quando passou a fazer comédias da série "Our Gang". Uma delas, Bored of Education, ganhou o prêmio Oscar de Melhor Curta-Metragem de 1937. A partir de 1942, trabalhou sucessivamente nos estúdios RKO Pictures, Columbia Pictures e Warner Bros., onde ficou entre 1950 e 1961. Seus filmes desse período incluem desde produções modestas, para serem exibidas em sessões duplas, até fitas bem realizadas e com bom ritmo. Destacam-se os faroestes A Lei É Implacável (The Doolins of Oklahoma, 1949), estrelado por Randolph Scott e Investida de Bárbaros (The Charge at Feather River, 1953), com Guy Madison, além do clássico de ficção-científica O Mundo em Perigo (Them!, 1954). Também rodou Em Cada Sonho Um Amor (Follow That Dream, 1961), veículo acima da média para Elvis Presley.
Considerado por muitos apenas um competente artesão, Douglas transitou virtualmente por todos os gêneros e encontrou trabalho até meados da década de 1970. Apesar de raramente imprimir um toque pessoal às suas realizações, continuou a dirigir filmes excitantes e populares, como os faroestes Rio Conchos (idem, 1964), A Última Diligência (Stagecoach, 1966), refilmagem do clássico "No Tempo das Diligências" (Stagecoach, 1939), de John Ford e O Revólver de um Desconhecido (Chuka, 1967). Outros êxitos, aclamados pela crítica, são os três dramas policiais feitos com Frank Sinatra: Tony Rome (Tony Rome, 1967), A Mulher de Pedra (Lady in Cement, 1968) e, sobretudo, Crime Sem Perdão (The Detective, 1968), que aborda homossexualidade e corrupção policial.
Morreu vítima de câncer.

## Filmografia
Todos os títulos em português referem-se a exibições no Brasil. Estão listados somente seus longas-metragens.
- 1936 O Grande Generalzinho (General Spanky); codirigido por Fred Newmeyer
- 1939 Zenóbia (Zenobia)
- 1940 Marujos Improvisados (Saps at Sea)
- 1941 Trem de Luxo (Bradway Limited)
- 1941 O Intrometido (Niagara Falls)
- 1942 Então, Casa ou Não Casa? (The Great Gildersleeve)
- 1942 Ao Diabo com Hitler (The Devil with Hitler)
- 1943 Gildersleeve on Broadway
- 1943 O Homenzinho Está de Azar (Gildersleeve's Bad Day)
- 1944 O Falcão em Hollywood (The Falcon in Hollywood); série policial The Falcon
- 1944 A Night of Adventure
- 1944 Gildersleeve's Ghost
- 1944 Girl Rush
- 1945 Zombies na Broadway (Zombies on Broadway)
- 1945 Invasão Atômica (First Yank into Tokyo)
- 1946 San Quentin (San Quentin)
- 1946 O Punhal Sangrento (Dick Tracy vs. Cueball)
- 1948 Você Conhece Susie? (If You Knew Susie)
- 1948 Coração de Leão (The Black Arrow)
- 1948 Espiões (Walk a Crooked Mile)
- 1949 A Vida É um Jogo (Mr. Soft Touch); codirigido por Henry Levin
- 1949 A Lei É Implacável (The Doolins of Oklahoma)
- 1950 O Cavaleiro de Sherwood (Rogues of Sherwood Forest)
- 1950 O Amanhã Que Não Virá (Kiss Tomorrow Goodbye)
- 1950 O Tesouro dos Bandoleiros (The Nevadan)
- 1950 As Aventuras do Capitão Blood (The Fortunes of Captain Blood)
- 1950 A Patrulha da Morte (Between Midnight and Dawn)
- 1950 A Vingança de Jesse James (The Great Missouri Raid)
- 1951 Fui Comunista Para o FBI (I Was a Communist for the F.B.I.)
- 1951 Degradação Humana (Come Fill the Cup)
- 1951 Resistência Heroica (Only the Valiant)
- 1952 Mara Maru (Mara Maru)
- 1952 Nenhuma Mulher Vale Tanto (The Iron Mistress)
- 1953 Vivendo Sem Amor (She's Back on Broadway)
- 1953 Gloriosa Consagração (So This Is Love)
- 1953 Investida de Bárbaros (The Charge at Feather River)
- 1954 O Mundo em Perigo (Them!)
- 1954 Corações Enamorados (Young at Heart)
- 1955 O Semeador de Felicidade (Sincerely Yours)
- 1955 Voando Para o Além (The McConnell Story)
- 1956 Santiago (Santiago)
- 1957 Espera Angustiosa (Bombers B-52)
- 1957 O Rifle de 15 Tiros (Fort Dobbs)
- 1957 Encontro com o Diabo (The Big Land)
- 1958 O Terror do Oeste (The Fiend Who Walked the West)
- 1959 Periscópio a Vista (Up Periscope)
- 1959 A Lei do Mais Forte (Yellowstone Kelly)
- 1960 Um Raio em Céu Sereno (The Sins of Rachel Cade)
- 1961 Ouro Que o Destino Carrega (Gold of the Seven Saints)
- 1961 Com Pecado no Coração (Claudelle Inglish)
- 1961 Em Cada Sonho um Amor (Follow That Dream)
- 1963 Rififi no Safári (Call me Bwana)
- 1964 Robin Hood de Chicago (Robin and the 7 Hoods)
- 1964 Rio Conchos (Rio Conchos)
- 1965 Sylvia (Sylvia)
- 1965 Harlow, A Vênus Platinada (Harlow)
- 1966 A Última Diligência (Stagecoach)
- 1966 Um Biruta em Órbita (Way… Way Out)
- 1967 Flint, Perigo Supremo (In Like Flint)
- 1967 O Revólver de um Desconhecido (Chuka)
- 1967 Tony Rome (Tony Rome)
- 1968 A Mulher de Pedra (Lady in Cement)
- 1968 Crime Sem Perdão (The Detective)
- 1969 Cruéis São os Homens (Skullduggery)
- 1970 Barquero (Barquero)
- 1970 Noites Sem Fim (They Call Me MISTER Tibbs!)
- 1971 Dois Trapaceiros da Pesada (Skin Game); direção creditada a Paul Bogart
- 1973 Slaughter Joga Duro (Slaughter's Big Rip Off)
- 1975 Nevada Smith; feito para a TV
- 1977 Viva Knievel! (Viva Knievel!)